# Hat och kärlek
Hat och kärlek är andra boken i tonårsserien om Emanuel Hjort av kusinerna Anders Jacobsson och Sören Olsson. Första utgåvan utkom den 1 september 2001.

## Handling
Emanuels sexdebut blev mindre lyckad, och Helene gjorde slut. Emanuel hade supit under Luciafesten och varit otrogen. Efter ett besök på familjerådgivningen, där Emanuel sagt sig göra vad som helst för att bli förlåten, kommer Helene med en kravlista. När det ser ut som om Emanuel kan bli förlåten dyker flickan han vänsterprasslat upp och tillkännager att hon nu väntar barn.
Emanuels pappa flyttar ihop med en kvinna vars son Jack är "fullkomligt odräglig", då han tycks sakna brister och tjejerna gärna faller för honom.

### Fotnoter
1. ↑  ”Hat och kärlek” (på engelska). Worldcat. 10 mars 2001. https://www.worldcat.org/title/emanuel-hat-karlek/oclc/57329472&referer=brief_results. Läst 30 mars 2015.